# Zimmerturm

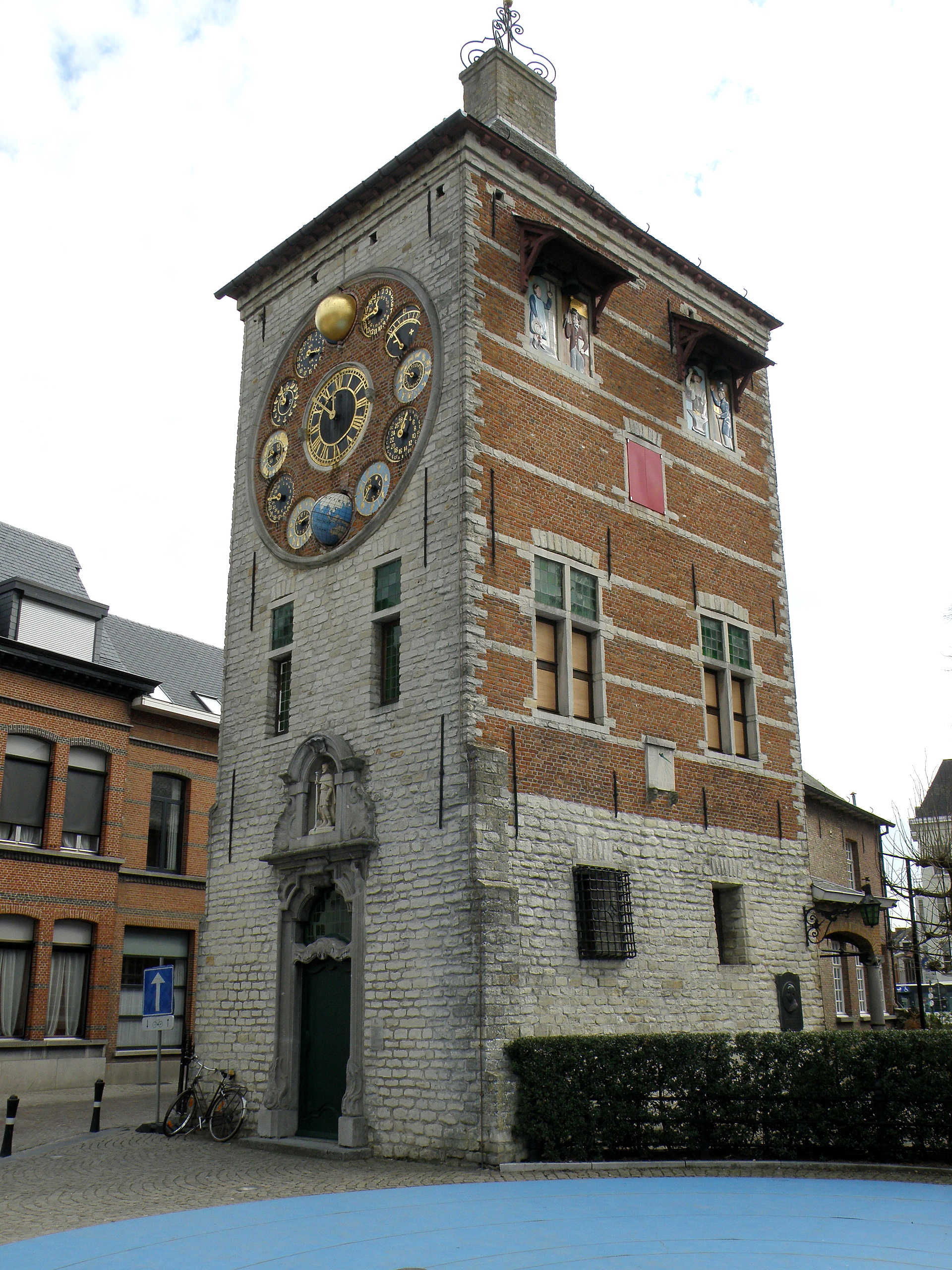
Der Zimmerturm in Lier

Der Zimmerturm (früher: Corneliusturm) ist ein Uhrturm in der belgischen Stadt Lier, der nach dem Uhrmacher Louis Zimmer benannt wurde.
Das Baujahr des ursprünglichen Corneliusturms ist nicht genau bekannt, liegt aber vor 1425. Er wurde 1812 auf Beschluss der Gemeindeverwaltung zunächst verkauft, aber nach dem Ersten Weltkrieg wieder angekauft, da die Stadtverwaltung ihn abbrechen lassen wollte.
1928 schenkte Zimmer der Stadt Lier anlässlich der bevorstehenden 100-jährigen Unabhängigkeit Belgiens seinen Uhrwerkmechanismus de Jubelklok, die verschiedene Zeiten und astronomische Ereignisse anzeigt. Man beschloss, das Uhrwerk im baufälligen Corneliusturm unterzubringen, der dazu umgebaut und restauriert werden musste. Die Gesamtkosten des Umbaus beliefen sich auf rund 170.000 Belgische Franken und die Arbeiten wurden größtenteils von Freiwilligen durchgeführt. Die Enthüllung des restaurierten Turms fand am 29. Juni 1930 statt und seitdem trägt er den Namen Zimmertoren (Zimmerturm).
Eine weitere astronomische Uhr, de Wonderklok (Wunderuhr), befindet sich seit 1960 in einem Nebengebäude des Zimmerturms. Zimmer wurde unter anderem von Albert Einstein zu diesem Werk beglückwünscht. Das Uhrwerk enthält neben einer Vielzahl anderer Anzeigen den sich am langsamsten drehenden Zeiger der Welt. Dieser zeigt die Präzessionsbewegung der Erdachse an und benötigt für einen Umlauf rund 25.800 Jahre. Später fügte Zimmer dem Uhrwerk noch ein Planetarium hinzu.
Auf dem Platz vor dem Turm wurde eine Abbildung unseres Sonnensystems aufgestellt, welche die beiden Asteroiden (1664) Felix, benannt nach dem belgischen Schriftsteller Felix Timmermans, und (3064) Zimmer, benannt nach Louis Zimmer, enthält.